# حرشف بري
حرشف مبذول أو حرشف مبذول بري أو حرشف بري أو قردون أو هيشر أو خس الكلب أو عكوب أو جناج النسر أو خوبع أو شوك الحمير (الاسم العلمي: Cynara cardunculus) هو نوع من النباتات يتبع جنس الخرشوف من الفصيلة النجمية.